# 在グアテマラ日本国大使館
在グアテマラ日本国大使館（スペイン語: Embajada del Japón en Guatemala / Embajada de Japón en Guatemala、英語: Embassy of Japan in Guatemala）は、グアテマラの首都グアテマラシティ（グアテマラ市）にある日本の大使館。2023年11月6日より、山元毅が特命全権大使を務めている。

## 沿革
- 1935年2月20日、日本とグアテマラの外交関係が開設される[2]
- 1935年2月20日、在メキシコ日本帝国公使館が在グアテマラ日本帝国公使館（在グァテマラ日本帝国公使館[3]）の兼轄を開始する[2]
- 1941年12月8日、大日本帝国が英領マレー（現・マレーシア西部）のマレー半島に上陸を開始すると共にアメリカ合衆国のハワイを奇襲して、米英両国に宣戦布告する[4]
- 1941年12月9日、グアテマラが大日本帝国に対して宣戦布告する[5]
- 1945年8月15日、第二次世界大戦の敗戦により大日本帝国が崩壊[6]
- 1952年4月28日、サンフランシスコ平和条約の発効により日本国が独立、グアテマラも同条約締結国のうちの一国[7]
- 1954年9月23日、グアテマラがサンフランシスコ平和条約を批准したことにより二国間関係が再開される（日本は同条約発効前の1951年11月28日に批准済）[8]
- 1955年7月1日、在メキシコ日本国大使館が在グアテマラ日本国公使館（在グァテマラ日本国公使館[3]）の兼轄を開始する[2]
- 1964年3月20日、在メキシコ日本国大使館が兼轄する公使館が在グアテマラ日本国大使館（在グァテマラ日本国大使館[3]）に昇格する[2]
- 1967年1月27日、グアテマラシティに在グアテマラ日本国大使館の実館が開設される[2]

## 所在地
Torre Internacional Piso 10, Av. Reforma 16-85, Zona 10, Ciudad de Guatemala 01010